# Паньи-ла-Виль
Паньи́-ла-Виль (фр. Pagny-la-Ville) — коммуна во Франции, находится в регионе Бургундия. Департамент коммуны — Кот-д’Ор. Входит в состав кантона Сёр. Округ коммуны — Бон.
Код INSEE коммуны — 21474.

## Население
Население коммуны на 2010 год составляло 421 человек.
| 1962 | 1968 | 1975 | 1982 | 1990 | 1999 | 2010 |
| ---- | ---- | ---- | ---- | ---- | ---- | ---- |
| 374  | 346  | 333  | 310  | 316  | 383  | 421  |

## Экономика
В 2010 году среди 265 человек трудоспособного возраста (15—64 лет) 189 были экономически активными, 76 — неактивными (показатель активности — 71,3 %, в 1999 году было 65,6 %). Из 189 активных жителей работали 168 человек (95 мужчин и 73 женщины), безработных было 21 (5 мужчин и 16 женщин). Среди 76 неактивных 18 человек были учениками или студентами, 26 — пенсионерами, 32 были неактивными по другим причинам.